# Montreal Express
Montreal Express – zawodowa drużyna lacrosse, która grała w National Lacrosse League, w dywizji centralnej. Drużyna miała swoją siedzibę w Montrealu w Kanadzie. Rozgrywała ona swoje mecze w Centre Bell. Drużyna została założona w 2002 roku. Po jednym sezonie drużyna przeprowadziła się do Saint Paul w Stanach Zjednoczonych i obecnie występuje pod nazwą Minnesota Swarm. 

## Osiągnięcia
- Champion’s Cup:-
- Mistrzostwo dywizji:-

## Wyniki
W-P Wygrane-Przegrane, Dom-Mecze w domu W-P, Wyjazd-Mecze na wyjeździe W-P, GZ-Gole zdobyte, GS-Gole stracone
| Sezon | W-P | Dom | Wyjazd | GZ  | GS  |
| ----- | --- | --- | ------ | --- | --- |
| 2002  | 8-8 | 4-4 | 4-4    | 237 | 227 |
| Razem | 8-8 | 4-4 | 4-4    | 237 | 227 |